# جایزه گرمی بهترین اجرای پاپ دونفره/گروهی
جایزه گرمی برای بهترین اجرای پاپ دونفره/گروهی جایزه‌ای است که که در مراسم جوایز گرمی اهدا می‌شود، مراسمی که در سال ۱۹۵۸ تأسیس شد و در اصل به نام جوایز گرامافون نامگذاری شد. با توجه به توضیحات راهنمای پنجاه و چهارمین مراسم جایزه گرمی، این جایزه برای ضبط‌های پاپی که به صورت دونفره/گروهی یا اجرای مشترک (صدایی یا ساز نواختن) ضبط شده‌اند طراحی شده است و فقط محدود به تک‌آهنگ‌ها یا قطعات است.

## دریافت‌کنندگان
| سال[I] | برنده(ها)                                | کار                    | نامزدها | منابع |
| ------ | ---------------------------------------- | ---------------------- | --- | ----- |

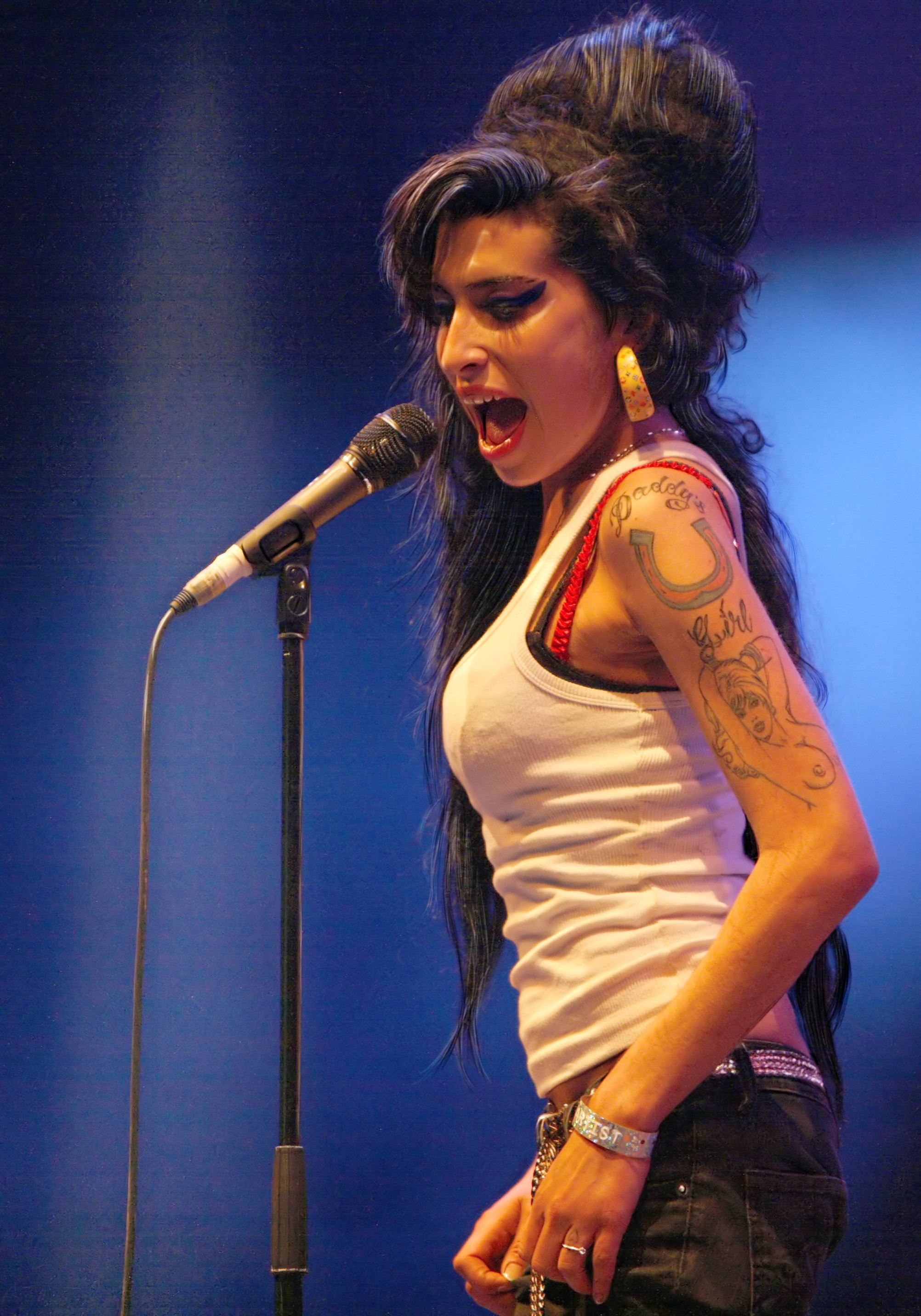
برنده سال ۲۰۱۲ ایمی واینهاوس، اولین جایزه پس از مرگ خود را همراه با تونی بنت دریافت کرد.

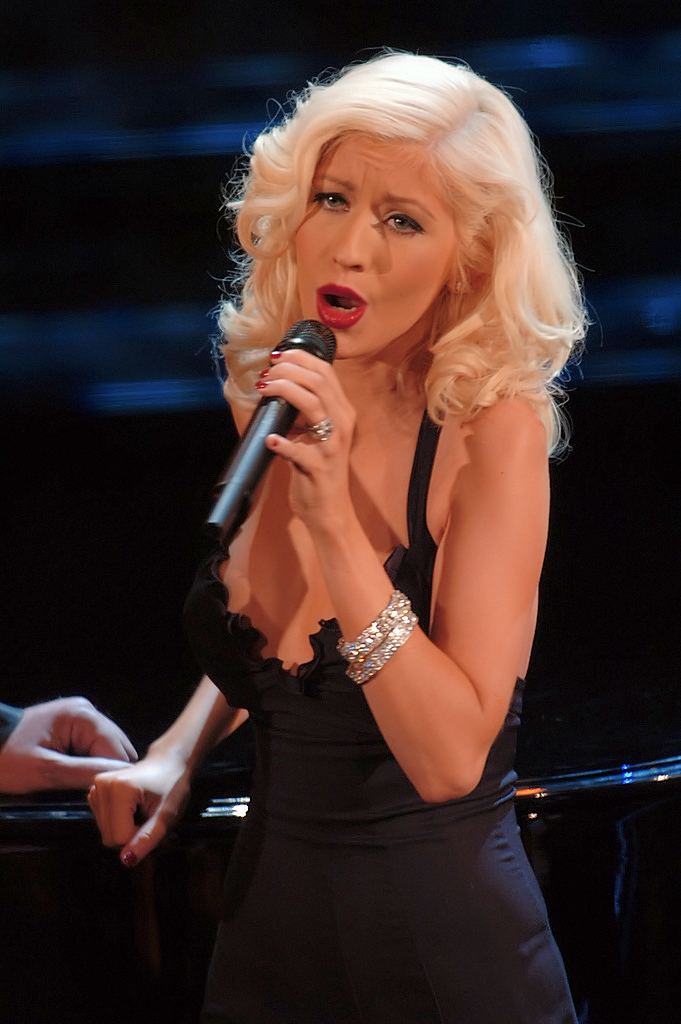
دو بار نامزد و برنده سال ۲۰۱۵، کریستینا آگیلرا

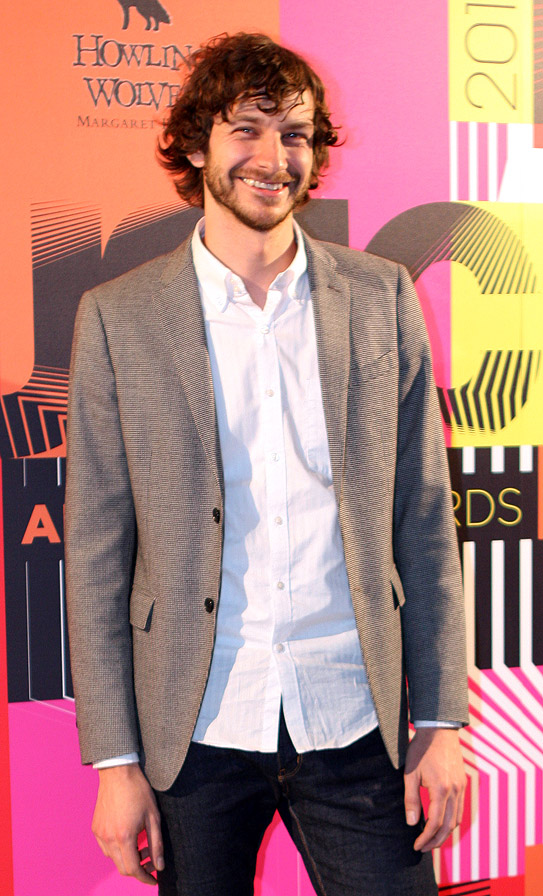
برنده سال ۲۰۱۳، گوتیه

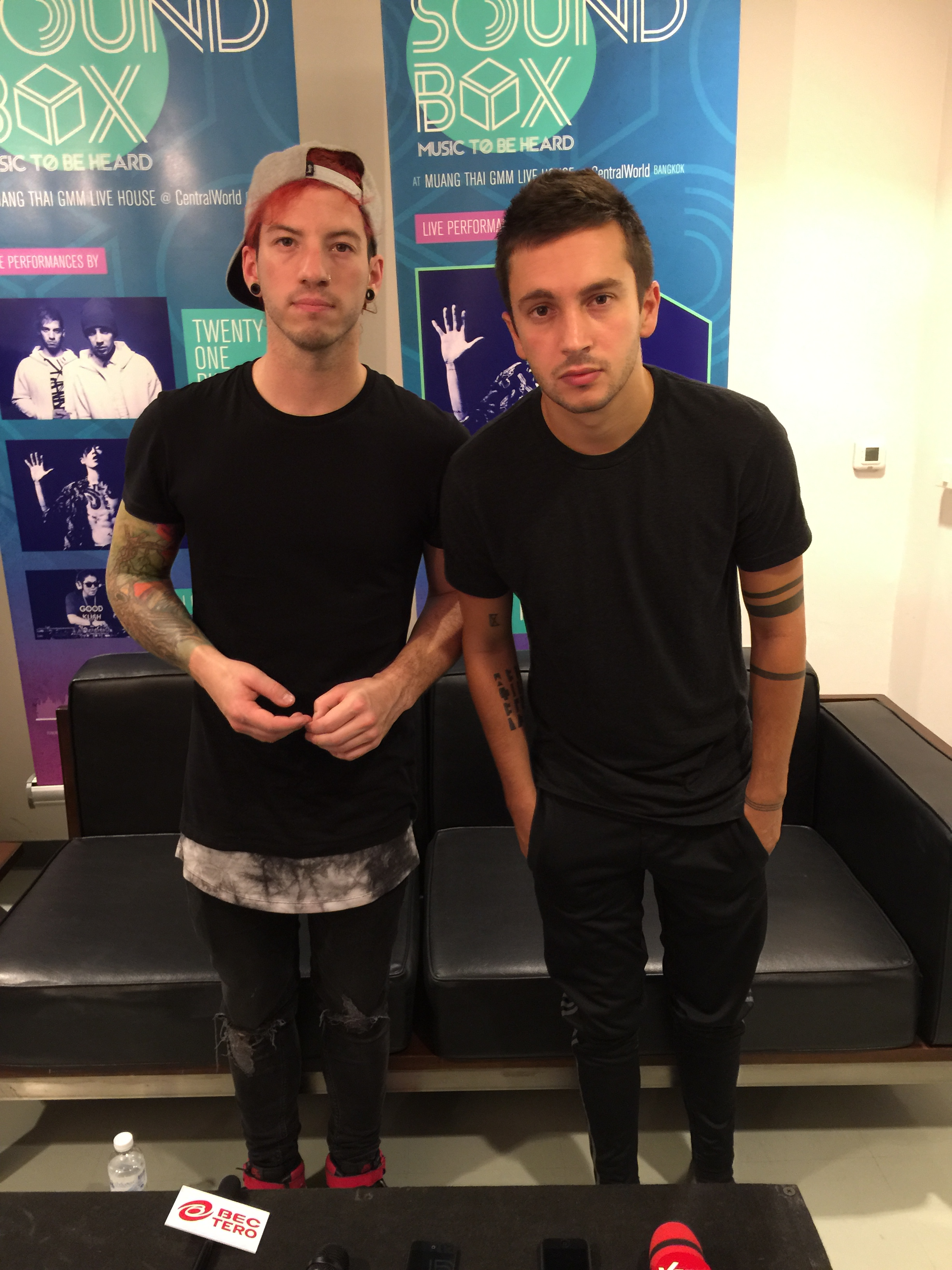
برنده سال ۲۰۱۷، تونتی وان پایلوتس

| ۲۰۱۲   | تونی بنت و ایمی واینهاوس /               | "بدن و روح"            | - "عزیزترین" اجراشده توسط د بلک کیز - "بهشت" اجراشده توسط کلدپلی - "Pumped Up Kicks" اجراشده توسط فاستر د پیپل - "حرکات شبیه جگر" اجراشده توسط مارون ۵ به همراه کریستینا آگیلرا                                                                         | [ ۳ ] |
| ۲۰۱۳   | گوتیه به همراه کیمبرا / /                | "کسی که قبلاً می‌شناختم" | - "آن را بلرزان" اجراشده توسط فلورنس اند د مشین - "ما جوانیم" اجراشده توسط فان به همراه جنل مونی - "سکسی و خودم می‌دانم" اجراشده توسط ال‌ام‌اف‌ای‌او - "باجه تلفن" اجراشده توسط مارون ۵ به همراه ویز خلیفا                                                   |       |
| ۲۰۱۴   | دفت پانک، فارل ویلیامز و نیل راجرز /     | "شانس آوردن"           | - "کت شلوار و کروات" اجراشده توسط جاستین تیمبرلیک به همراه جی زی - "فقط یک دلیل برایم بیاور" اجراشده توسط پینک به همراه نیت روس - "بمان" اجراشده توسط ریحانا به همراه میکی اکو - "خطوط غیر واضح" اجراشده توسط رابین تیک به همراه تی. آی. و فارل ویلیامز |       |
| ۲۰۱۵   | ا گریت بیگ ورلد به همراه کریستینا آگیلرا | "چیزی بگو"             | - "خواستنی" اجراشده توسط ایگی آزیلیا به همراه چارلی ایکس‌سی‌ایکس - "یک آسمان پرستاره" اجراشده توسط کلدپلی - "بنگ بنگ" اجراشده توسط جسی جی، آریانا گراندی و نیکی میناژ - "اسب تیره" اجراشده توسط کیتی پری به همراه جوسی جی                                 | [ ۴ ] |
| ۲۰۱۶   | مارک رانسون به همراه برونو مارس /        | "فانک بالاشهری"        | - "Ship to Wreck" اجراشده توسط فلورنس + د مشین - "قند" اجراشده توسط مارون ۵ - "خصومت" اجراشده توسط تیلور سوئیفت به همراه کندریک لامار - "وقتی باز دیدمت" اجراشده توسط ویز خلیفا به همراه چارلی پوث                                                      | [ ۵ ] |
| ۲۰۱۷   | تونتی وان پایلوتس                        | "استرس‌زده"             | - "نزدیک‌تر" اجراشده توسط د چینسموکرز به همراه هالزی - "۷ سال" اجراشده توسط لوکاس گراهام - "کار" اجراشده توسط ریحانا به همراه دریک - "حال ارزون" اجراشده توسط سیا به همراه شان پال                                                                       | [ ۶ ] |

|}